# Gisella Delle Grazie
Gisella Delle Grazie (1er juin 1868 - fl.  1894-5) est une compositrice italienne née à Trieste.
Delle Grazie a composé deux opéras, Atala (I Pellirossa), créé au Teatro Balbo à Turin en 1894, et La trecciaiuola di Firenze, créé au Teatro Filodrammatico à Trieste en 1895.